# I Kings
I Kings, sono un gruppo beat italiano, considerato dagli esperti del settore «una delle migliori band del periodo» e tra i principali esponenti della prima ondata del beat italiano.

## Storia del gruppo

### Le origini
I Kings si formano a Verona nel 1961 con il nome The Angels, Sono uno dei tanti complessi italiani che nascono per suonare il rock and roll e che presto verranno influenzati dal beat di provenienza inglese, molto numerosi nella città scaligera (al punto che, anni dopo, i Gatti di Vicolo Miracoli dedicheranno anche una canzone alla scena musicale veronese degli anni sessanta, la celebre Verona Beat).
La prima formazione è composta da Ennio Ottofaro, Dario De Santi, Franco Busini e Marcello Butturini, e si trovano a provare in una cantina di proprietà del padre di Ennio (di professione artigiano e che la usa come magazzino per il proprio lavoro), in via Muro Padri: il repertorio è costituito da cover, per lo più strumentali dei Ventures (il celebre gruppo surf americano di Hawaii Five-O e di Surf rider, guidato da Nokie Edwards, e che diede addirittura il suo nome ad un tipo di chitarra Mosrite) di Dick Dale e degli Shadows (il gruppo inglese di Apache, che accompagnava anche Cliff Richard), in quanto il punto debole del complesso è la voce solista; iniziano comunque le prime esibizioni.
Dopo il cambiamento del nome del gruppo in Kings, alla fine dell'anno Ennio ha la possibilità di ascoltare un cantante tredicenne molto dotato vocalmente, Eugenio Zambelli, che ha già riscosso qualche successo in alcune manifestazioni locali, e gli propone di entrare nel complesso come voce solista: da questo momento la carriera del gruppo decolla, e dopo la sostituzione del bassista Butturini con Damiano Pelanda (che ha esperienza come orchestrale in navi da crociera) iniziano le esibizioni in tutto il nord Italia.
Nel 1963 i Kings partecipano alla seconda edizione del Festival degli sconosciuti di Ariccia (vinto l'anno prima da Rita Pavone), arrivando al primo posto: Teddy Reno rimane colpito dalla voce del cantante, e propone quindi ad Eugenio un contratto con l'ARC con il nome d'arte di Dino, mentre i Kings vengono scritturati come gruppo con contratto apposito. Nel gruppo entrano due componenti degli Storms (altra band veronese), il batterista Pierpaolo Adda ed il chitarrista Gilberto Storari in sostituzione di De Santi e Busini.
Con questa formazione il gruppo partecipa a tutti i primi 45 giri di Dino ed al primo album, Dino, inoltre accompagna il cantante in tutte le sue esibizioni dal vivo, e non, partecipa agli arrangiamenti dei brani ed appare con lui in La congiuntura di Ettore Scola (con Vittorio Gassman e Joan Collins), eseguendo la canzone Amico va, e prima ancora appaiono per la prima volta in televisione nella famosa trasmissione di Mike Bongiorno " La Fiera Dei Sogni", il seguito di " Lascia o Raddoppia".
Quando Dino deve registrare la canzone Il ballo della bussola la casa discografica sceglie l'arrangiamento del maestro Ennio Morricone e non quello, decisamente più rock, dei Kings, e Dino, posto davanti alla scelta impostagli dalla casa discografica, si deve adeguare, con naturale disappunto dei Kings. La rottura fra il cantante e il gruppo avviene a seguito della non volontà di Dino di proseguire con gli accordi economici stabiliti in precedenza, costringendo i Kings a non accettare la nuova proposta economica di Dino che penalizza fortemente il gruppo.

### La carriera autonoma
Siamo nel 1965: Damiano Pelanda non se la sente di continuare ed abbandona il complesso, che lo sostituisce con un musicista americano di Boston, Andy De Bruyn, mentre alla voce viene ingaggiato un cantante, Renato Bernuzzi, che ha già pubblicato due 45 giri con la Durium come voce solista del gruppo dei Misfits (tra cui Ricordando i tuoi baci, cover di Fifty tears for every kiss di Cliff Richard e Sei la sola, cover della celebre Oh, pretty woman di Roy Orbison).
Il debutto discografico avviene con la Durium, con la produzione di Luciano Giacotto, ed ha un sapore decisamente "rock/beat", ben adatto alla voce di Renato Bernuzzi. Il primo 45 giri comprende due "cover": Fai quello che vuoi e Ma non è giusto, versioni italiane di Time Is On My Side dei Rolling Stones e She's Not There degli Zombies. Ma, dopo pochi mesi, il gruppo inizia a creare un repertorio proprio, alternando canzoni originali ad altre cover vicine al folk rock (ad esempio La risposta, versione italiana di Blowin' in the Wind, Bambina non sono io, traduzione di It Ain't Me Babe e If You Gotta Go, Go Now, tutti brani di Bob Dylan), contribuendo alla diffusione di questo genere in Italia.
Dopo il primo 45 giri, ne seguono altri due, uno dei quali comprende Trovane un altro, brano dalle sonorità garage, decisamente ispirato dalle prime produzioni dei britannici Kinks. Questo primo periodo dell'attività dei Kings si conclude con la pubblicazione del loro album omonimo, in cui sono contenute le sei canzoni già uscite sui singoli e sei nuove incisioni, tra cui Il ballo della bussola (con il titolo accorciato in La bussola) ed una loro versione di Io ho in mente te.
Ed è appunto con questo brano, che deve essere pubblicato su 45 giri, che i Kings devono partecipare al Cantagiro del 1966: ma la Dischi Ricordi, proprietaria dei diritti della canzone (cover di You Were On My Mind scritta da Sylvia Fricker del duo folk Ian & Sylvia per i We Five, ma nota soprattutto per la versione di Barry McGuire) si oppone, facendo incidere la canzone all'Equipe 84 (che vince il Cantagiro), ed il gruppo, dovendo sostituire in fretta il brano, compone una canzone, Cerca (firmata da Ottofaro e Adda) con cui partecipa con discreto successo alla manifestazione.
I Kings vengono quindi chiamati da Ciao amici per suonare ai raduni organizzati dalla rivista; suonano inoltre come gruppo di spalla nella tournée di Antoine, ed appaiono nella pellicola Per un pugno di canzoni.

### Lo scioglimento
Nel dicembre del 1966 I Kings incidono la canzone Caffè amaro, scritta sempre dal binomio Ottofaro-Adda, convinti che questo sarà il brano che rilancerà definitivamente il gruppo. In realtà questa canzone, nella quale i veronesi riconoscono il loro inno generazionale, non riesce a raccogliere i frutti sperati in quanto nel gennaio del 1967 il batterista Pierpaolo Adda deve partire per il servizio militare ma continua comunque l'attività trovando un sostituto in Luciano Tassinari.
Dopo pochi mesi anche Andy De Bruyn lascia il gruppo, e rientra come bassista Damiano Pelanda. Questa è la formazione che continua l'attività fino alla fine dell'estate '67, ma che non incide nessun nuovo brano.
I componenti del gruppo ne decidono lo scioglimento a settembre 1967, come tantissimi altri gruppi più blasonati, in quanto inizia l'Era delle discoteche che porta ad un radicale cambiamento nel settore dei locali di intrattenimento musicale.
Il cantante Renato Bernuzzi continua invece l'attività come solista per alcuni anni con la denominazione "Renato dei Kings", per poi dedicarsi all'attività di organizzatore di concerti e di karaoke man, mentre Pierpaolo Adda e Ennio Ottofaro si dedicano all'attività di produttori per il gruppo degli Alpha Centauri, lavorando alla Numero Uno con Lucio Battisti.

### Il ritorno
Dopo alcuni anni in cui i musicisti si perdono di vista, nel 1975 tornano a suonare assieme, con Damiano Pelanda al basso al posto di Andy De Bruyn, al Lem di Verona per lo spettacolo revival "Lem 6266" e nel 1983 in occasione della manifestazione Verona beat, ideata e organizzata da Renato ed altri amici. I Kings riprendono dopo un silenzio durato otto anni a suonare e ad esibirsi dal vivo (la formazione è costituita da Bernuzzi, Pelanda, Ottofaro, Adda e Storari).
Seppur saltuariamente, il gruppo si riunirà ancora per partecipare ad altri spettacoli, spinto anche dal riscontro ottenuto dalla ristampa su CD del loro album.
Renato Bernuzzi si spense all'età di 75 anni,il 13 novembre 2020.

## Formazione
- Ennio Ottofaro: chitarra solista
- Dario De Santi (1961-1963): chitarra ritmica
- Franco Busini (1961-1963): batteria
- Marcello Butturini (1961-1962): basso
- Damiano Pelanda (1962-1965 e dal 1967): basso
- Renato Bernuzzi (1965-2020): voce solista, armonica a bocca; deceduto nel 2020
- Gilberto Storari (dal 1963): chitarra dodici corde
- Andy De Bruyn (1965-1967): basso
- Pierpaolo Adda (1963-1967 e dal 1975): batteria
- Luciano Tassinari (1967): batteria

## Discografia

### Con Dino

#### Album in studio
- 1965 - Dino

#### Singoli
- 1964 - Eravamo amici/Così come sei
- 1964 - Te lo leggo negli occhi/Cerca di capire

### Come I Kings

#### Album in studio
- 1966 - I Kings

#### Singoli
- 1965 - Fai quello che vuoi/Ma non è giusto
- 1966 - Bambina non sono io/Trovane un altro
- 1966 - 1-2-3/La risposta
- 1966 - Tu non puoi/L'uomo di ieri
- 1966 - Cerca/Dedicato alla mia ragazza
- 1966 - Lasciati portare via/Caffè amaro

#### Compilation
- 1966 - Piper Style

## Filmografia
- 1964 - La congiuntura (regia di Ettore Scola)
- 1966 - Per un pugno di canzoni (regia di José Luis Merino)